# Jean Sylvain Bailly
Jean Sylvain Bailly (15 de setembre de 1736, París – 12 de novembre de 1793, París), fou un polític i acadèmic francès, diputat dels Estats Generals durant la revolució francesa.

## Biografia
Fill d'un pintor del rei i conservador dels quadres de la Corona, ja mostra, a molt primerenca edat, el seu interès per l'astronomia. Va fer construir un observatori sobre la teulada del Louvre. Va estudiar els satèl·lits de Júpiter i va escriure una gran Història de l'Astronomia.
Va ser elegit membre de l'Acadèmia de Ciències per les seves observacions i estudis astronòmics.

### Revolució francesa
Va ser escollit primer diputat dels Estats Generals pels electors de París el 12 de maig de 1789 i el 17 de juny va ser nomenat president de l'Assemblea Nacional.
Després del jurament del jeu de paume, el 20 de juny, ell va ser el primer a prestar jurament i, tres dies més tard, es negaria a complir l'ordre de dissoldre l'Assemblea durant la sessió en què Lluís XVI així l'hi va exigir.
El 15 de juliol de 1789 va ser nomenat alcalde de París i li va entregar l'escarapel·la tricolor a Lluís XVI quan va anar a visitar a l'Hotel de la Vila el 17 de juliol. És titllat de molt conservador per Camille Desmoulins i per Jean-Paul Marat.
Després de l'evasió frustrada els dies 20 i 21 de juny de 1791, va intentar contenir l'agitació republicana que demanava l'enderrocament del rei; a petició de l'Assemblea, va proclamar la llei marcial el 17 de juliol de 1791 i va ordenar a la Guàrdia nacional que carregarà contra la multitud amotinada. Bailly era un home acabat i ho sabia, la seva popularitat, fins aleshores intacta, va caure en picat.
El 12 de novembre va dimitir de tots els seus càrrecs polítics i es va retirar a Nantes. Després de la insurrecció federalista de 1793 es refugia a Melun on és arrestat el juliol de 1793. Cridat a testificar durant el procés iniciat a Maria Antonieta d'Àustria que es nega a declarar en contra fent una deposició al seu favor, que el condemnarà implícitament.
Va ser jutjat l'11 de novembre de 1793, la sentència es va executar l'endemà. La guillotina va ser portada, simbòlicament, a l'esplanada del Camp de Mart i situada al mateix lloc on les tropes havien carregat contra el poble el 17 de juliol de 1791.

## Acadèmia francesa
Havia estat elegit membre de l'Acadèmia francesa l'11 de desembre de 1783, ocupant la butaca 31, i succeint al comte de Tresses (mort el 31 d'octubre de 1783). La recepció oficial va tenir lloc el 26 de febrer de 1784. Després de la seva execució, Bailly no va ser substituït fins a 1803 data en què Emmanuel Joseph Sieyès va crear la segona classe de l'Institut de França.